# Short track ai XX Giochi olimpici invernali - 1500 m femminile
La gara dei 1500 m femminile di short track dei XX Giochi olimpici invernali si è disputata il 18 febbraio 2006 al Palazzo a Vela di Torino.

## Risultati

### Batteria

#### Batteria 1
| Class | Nome         | Nazione       | Tempo    | Note |
| ----- | ------------ | ------------- | -------- | ---- |
| 1     | Wang Meng    | Cina          | 2:41.384 | Q    |
| 2     | Byun Chun-Sa | Corea del Sud | 2:41.411 | Q    |
| 3     | Katia Zini   | Italia        | 2:41.561 | Q    |
| 4     | Rozsa Darazs | Ungheria      | 2:42.256 |      |
| 5     | Aika Klein   | Germania      | 2:41.380 |      |

#### Batteria 2
| Class | Nome              | Nazione     | Tempo    | Note |
| ----- | ----------------- | ----------- | -------- | ---- |
| 1     | Allison Baver     | Stati Uniti | 2:41.384 | Q    |
| 2     | Amanda Overland   | Canada      | 2:27.666 | Q    |
| 3     | Liesbeth Mau Asam | Paesi Bassi | 2:28.910 | Q    |
| 4     | Ikue Teshigawara  | Giappone    | 2:30.977 |      |
| 5     | Julia Elsakova    | Bielorussia | 2:33.564 |      |

#### Batteria 3
| Class | Nome            | Nazione       | Tempo    | Note |
| ----- | --------------- | ------------- | -------- | ---- |
| 1     | Yang Yang (A)   | Cina          | 2:37.754 | Q    |
| 2     | Choi Eun-Kyung  | Corea del Sud | 2:37.862 | Q    |
| 3     | Yuka Kamino     | Giappone      | 2:37.865 |      |
| 4     | Myrtille Gollin | Francia       | 2:38.442 |      |
| 5     | Emily Rosemond  | Australia     | 2:40.171 |      |

#### Batteria 4
| Class | Nome                  | Nazione     | Tempo    | Note |
| ----- | --------------------- | ----------- | -------- | ---- |
| 1     | Evgenija Radanova     | Bulgaria    | 2:27.155 | Q    |
| 2     | Hyo-Jung Kim          | Stati Uniti | 2:27.460 | Q    |
| 3     | Tatiana Borodulina    | Russia      | 2:27.757 |      |
| 4     | Anouk Leblanc-Boucher | Canada      | 2:28.001 |      |
| 5     | Han Yueshuang         | Hong Kong   | 2:36.233 |      |

#### Batteria 5
| Class | Nome             | Nazione       | Tempo    | Note |
| ----- | ---------------- | ------------- | -------- | ---- |
| 1     | Jin Sun-Yu       | Corea del Sud | 2:29.731 | Q    |
| 2     | Marta Capurso    | Italia        | 2:31.053 | Q    |
| 3     | Kateřina Novotná | Rep. Ceca     | 2:31.367 | Q    |
| 4     | Katalin Kristo   | Romania       | 2:31.705 |      |
| 5     | Evita Krievane   | Lettonia      | 2:36.233 |      |

#### Batteria 6
| Class | Nome              | Nazione       | Tempo    | Note |
| ----- | ----------------- | ------------- | -------- | ---- |
| 1     | Stephanie Bouvier | Francia       | 2:35.410 | Q    |
| 2     | Erika Huszar      | Ungheria      | 2:35.920 | Q    |
| 3     | Sarah Lindsay     | Gran Bretagna | 2:38.460 | Q    |
| 4     | Yvonne Kunze      | Germania      | 2:48.009 |      |
| 5     | Cheng Xiaolei     | Cina          | 2:50.017 |      |

### Semifinali

#### Semifinale 1
| Class | Nome               | Nazione       | Tempo     | Note |
| ----- | ------------------ | ------------- | --------- | ---- |
| 1     | Jin Sun-Yu         | Corea del Sud | 2:31.747  | QA   |
| 2     | Erika Huszar       | Ungheria      | 2:32.504  | QA   |
| 3     | Hyo-Jung Kim       | Stati Uniti   | 2:32.527  | QB   |
| 4     | Yuka Kamino        | Giappone      | 2:44.05 7 | QB   |
| 5     | Tatiana Borodulina | Russia        | 2:45.897  | ADV  |
| -     | Stephanie Bouvier  | Francia       | DQ        |      |

#### Semifinale
| Class | Nome              | Nazione       | Tempo    | Note |
| ----- | ----------------- | ------------- | -------- | ---- |
| 1     | Choi Eun-Kyung    | Corea del Sud | 2:22.776 | QA   |
| 2     | Amanda Overland   | Canada        | 2:22.946 | QA   |
| 3     | Yang Yang (A)     | Cina          | 2:23.048 | QB   |
| 4     | Katia Zini        | Italia        | 2:23.141 | QB   |
| 5     | Allison Baver     | Stati Uniti   | 2:23.490 |      |
| 6     | Liesbeth Mau Asam | Paesi Bassi   | 2:26.370 |      |

#### Semifinale 3
| Class | Nome              | Nazione       | Tempo    | Note |
| ----- | ----------------- | ------------- | -------- | ---- |
| 1     | Byun Chun-Sa      | Corea del Sud | 2:26.915 | QA   |
| 2     | Wang Meng         | Cina          | 2:27.095 | QA   |
| 3     | Evgenija Radanova | Bulgaria      | 2:27.145 | QB   |
| 4     | Marta Capurso     | Italia        | 2:27.291 | QB   |
| 5     | Kateřina Novotná  | Rep. Ceca     | 2:27.395 |      |
| 6     | Sarah Lindsay     | Gran Bretagna | 2:29.173 |      |

### Finali

#### Finale A
| Class | Nome               | Nazione       | Tempo    | Note |
| ----- | ------------------ | ------------- | -------- | ---- |
|       | Jin Sun-Yu         | Corea del Sud | 2:23.494 |      |
|       | Choi Eun-Kyung     | Corea del Sud | 2:24.069 |      |
|       | Wang Meng          | Cina          | 2:24.469 |      |
| 4     | Erika Huszar       | Ungheria      | 2:25.405 |      |
| 5     | Amanda Overland    | Canada        | 2:26.495 |      |
| -     | Byun Chun-Sa       | Corea del Sud | DQ       |      |
| -     | Tatiana Borodulina | Russia        | DQ       |      |

#### Finale B
| Class | Nome              | Nazione     | Tempo    | Note |
| ----- | ----------------- | ----------- | -------- | ---- |
| 1     | Evgenija Radanova | Bulgaria    | 2:29.314 |      |
| 2     | Yuka Kamino       | Giappone    | 2:29.540 |      |
| 3     | Hyo-Jung Kim      | Stati Uniti | 2:29.978 |      |
| 4     | Marta Capurso     | Italia      | 2:30.054 |      |
| 5     | Katia Zini        | Italia      | 2:30.164 |      |
| 6     | Yang Yang (A)     | Cina        | 2:32.097 |      |